# تسميم البئر
مغالطة تسميم البئر تحصل حينما يتم الإفصاح عن معلومات غير مرغوب فيها (سواء كانت المعلومات صحيحة أو خاطئة) عن الشخص الآخر بغرض تشويه سمعة ما قد يقوله لاحقًا. وهذه المغالطة تسير على النحو التالي:
1. معلومات غير مرغوبة يتم عرضها (سواء كانت صحيحة أو خاطئة) عن الشخص (أ).
2. إذن، كل دعوى يقولها الشخص (أ) خاطئة.

من الممكن أن يكون تسميم البئر حالة خاصة من الشخصنة، وقد تم استخدام تعبير «تسميم البئر» لأول مرة من قبل جون هنري نيومان في أحد أعماله (Apologia Pro Vita Sua) سنة 1864، ويعود أصل التعبير إلى ممارسة تسميم البئر في الحروب القديمة حتى يتم إضعاف قوة الجيوش الغازية.
وهذا اللون من الاستدلال مغالطة واضحة. لأن الشخص الذي يقوم به، يهدف إلى أن تؤثر المعلومات غير المرغوبة على موقف المستمعين من الطرف الآخر بما يجعلهم يميلون إلى رفض الدعاوى التي يمكن أن يقولها. ولكن مجرد عرض معلومات غير مرغوبة عن الطرف الآخر (حتى ولو كانت صحيحة) لا يمكن أن يؤثر في صحة أو خطأ الدعوى التي يعرضها.

## بنية مغالطة تسميم البئر
1. تقديم معلومات غير مرغوب بها (سواء كانت صحيحة أو خاطئة) عن الشخص (أ) من قبل شخص آخر (على سبيل المثال، «قبل أن تستمع إلى خصمي، هل لي أن أذكّرك بأنّه كان في السجن؟».
2. وبالتالي، فإنّ كلّ الادّعاءات التي قدّمها الشخص (أ) ستكون خاطئة.[4]

تُعتبر مغالطة «المأزق المفتعل» فئةً فرعيّة مشتقّة من البنية السابقة؛ وتنطوي على طبع أيّ خصوم مستقبليين محتملين بسمات غير مرغوبٍ بها، في محاولة لتثبيط المناظرة أو النقاش. (على سبيل المثال، «هذا موقفي بشأن تمويل نظام التعليم العامّ، وأيّ شخص يختلف معي في ذلك هو شخص يكره الأطفال.») وبالتالي فإنّ أيّ شخص يخطو نحو الاعتراض على الموقف المطروح سوف يخاطر بوصمه بالصفة المذكورة.
يمكن أن تحمل مغالطة «تسميم بالبئر» الشكل التالي على حدّ سواء:
1. تفاسير غير مواتية (سواء أكانت صحيحة أم خاطئة) تمنع الخلاف (أو تفرض موقفاً إيجابياً)
2. رفض أيّة ادّعاءات مُقدّمة، دون الموافقة أولاً على التفاسير المذكورة أعلاه تلقائيًا.

## أمثلة
- «لا تستمع إلى هذا الشخص، فقد دخل السجن ثلاث مرات في قضايا أخلاقية»
- «قبل أن نبدأ في النقاش، أحب أن أقول كم كنت أود أن بإمكان الرجال أن يتفهموا مسألة الإجهاض، غير أنهم بحكم موقعهم الذكوري لا يملكون رؤية هذا الأمر من منظور المرأة.»